# Зірки за обміном
Зірки за обміном — український комедійний фільм 2021 року режисера Олексія Даруги. У прокаті з 30 грудня 2021 року.

## Сюжет
Зірки шоубізнесу, непримиренні суперники на сцені Поля Молякова та Хома Михайловський несподівано помінялися тілами. Щоб повернути свої життя назад, кожному з них доведеться вирішити сімейні та романтичні проблеми свого опонента.
Прем'єра серіалу «Зірки за обміном» відбулася на телеканалі «1+1 Україна» 1 січня 2023 року у неділю о 21:30.

## У ролях
- Оля Полякова,
- Дзідзьо (Михайло Хома),
- Сергій Либа,
- Дмитро Вівчарюк,
- Юрій Горбунов,
- Наталія Сумська